# Frank Grillo

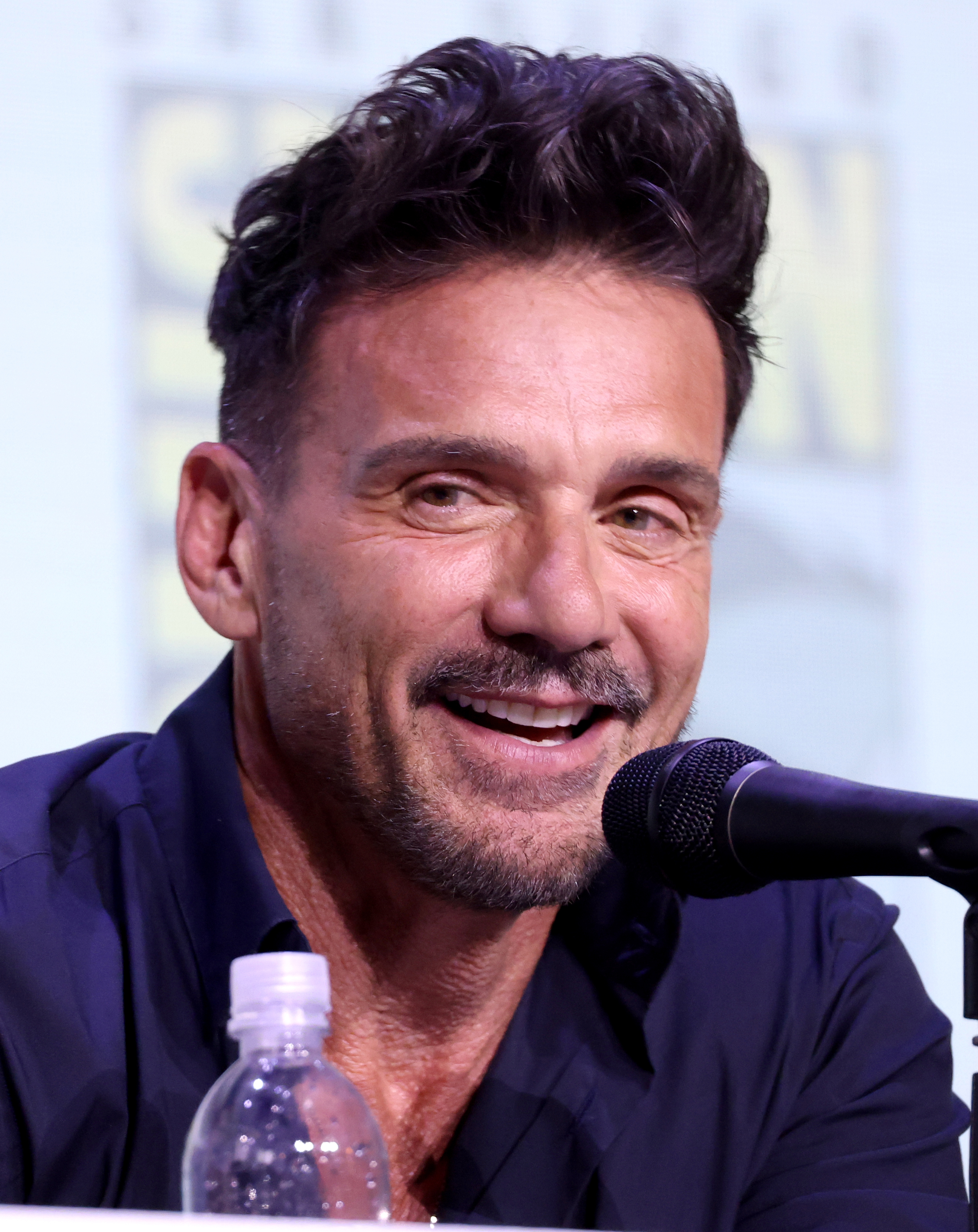
Frank Grillo (2025)

Frank Grillo (* 8. Juni 1965 in New York City, New York) ist ein US-amerikanischer Schauspieler.

## Leben
Frank Grillo wurde als ältestes von drei Geschwistern in New York geboren. In der High School kam er das erste Mal mit der Schauspielerei in Berührung, als er dort im Schultheater in vielen Stücken mitspielte. Allerdings war dies nicht die einzige Leidenschaft, die er in der Schule hatte, denn er liebte den Sport und träumte davon, Profisportler zu werden. Seine Eltern hatten jedoch andere Vorstellungen, weswegen er an der New York University Wirtschaft studierte und dieses Studium auch erfolgreich abschloss.
Danach arbeitete er ein Jahr an der Wall Street, bis er einen Casting-Agenten traf, der ihm einen Job in einer Bierwerbung anbot. Frank stimmte dem zu und bekam daraufhin weitere Angebote für Werbespots und für Gastauftritte in Serien wie Silk Stalkings und Poltergeist – Die unheimliche Macht. Seine erste größere Nebenrolle war die des „Hart Jessup“ in der Serie Springfield Story, die er drei Jahre lang spielte. 2011 stand er neben Tom Hardy, Joel Edgerton und Nick Nolte für das Action-Sportdrama Warrior und in dem Thriller The Grey – Unter Wölfen neben Liam Neeson vor der Kamera.
2014 spielte er im Actionfilm The Return of the First Avenger die Rolle des Brock Rumlow, einen der Gegenspieler des Titelhelden. Diese Rolle übernahm er 2016 erneut (unter dem Alias Crossbones) in The First Avenger: Civil War sowie in Avengers: Endgame.
Von 1991 bis 1998 war er mit Kathy Grillo verheiratet; die beiden haben einen gemeinsamen Sohn. Nach der Scheidung von Kathy lernte er die Schauspielerin Wendy Moniz kennen, die er am 28. Oktober 2000 heiratete. Mit ihr hat er zwei weitere Söhne, geboren im August 2004 und im Januar 2008. Im Februar 2020 wurde die Ehe geschieden.

## Filmografie (Auswahl)
- 1993: Deadly Rivals – Ein Professor sieht rot (Deadly Rivals)
- 1996: Deadly Charades
- 1997–1999: Springfield Story (Guiding Light, Fernsehserie, 74 Folgen)
- 2002–2003: The Shield – Gesetz der Gewalt (The Shield, Fernsehserie, 4 Folgen)
- 2002: Hunter: Return to Justice (Fernsehfilm)
- 2002: Super süß und super sexy (The Sweetest Thing)
- 2002: Minority Report
- 2002, 2009: Law & Order: Special Victims Unit (Fernsehserie, 2 Folgen)
- 2003: April’s Shower
- 2003: Hunter: Back in Force (Fernsehfilm)
- 2004: The District – Einsatz in Washington (The District, Fernsehserie, eine Folge)
- 2005: Blind Justice – Ermittler mit geschärften Sinnen (Blind Justice, Fernsehserie, 13 Folgen)
- 2005–2006: Prison Break (Fernsehserie, 18 Folgen)
- 2006: CSI: Vegas (CSI: Crime Scene Investigation, Fernsehserie, eine Folge)
- 2006: Hollis & Rae
- 2007: The Madness of Jane
- 2007: CSI: NY (Fernsehserie, eine Folge)
- 2007: The Kill Point
- 2007: Raw Footage
- 2007: Las Vegas (Fernsehserie, eine Folge)
- 2007: Without a Trace – Spurlos verschwunden (Without a Trace, Fernsehserie, eine Folge)
- 2008: Das Gesetz der Ehre (Pride and Glory)
- 2010: The Gates (Fernsehserie, 13 Folgen)
- 2010: Auftrag Rache (Edge of Darkness)
- 2010: Mother’s Day – Mutter ist wieder da (Mother’s Day)
- 2010: My Soul to Take
- 2011: Warrior
- 2012: The Grey – Unter Wölfen (The Grey)
- 2012: End of Watch
- 2012: Disconnect
- 2012: Intersections (Collision)
- 2012: Zero Dark Thirty
- 2013: Homefront
- 2013: Mary und Martha (Mary and Martha, Fernsehfilm)
- 2014: The Return of the First Avenger (Captain America: The Winter Soldier)
- 2014: The Purge: Anarchy
- 2014–2017: Kingdom (Fernsehserie, 40 Folgen)
- 2016: The First Avenger: Civil War (Captain America: Civil War)
- 2016: The Purge: Election Year
- 2017: Stephanie – Das Böse in ihr (Stephanie)
- 2017: Wolf Warrior 2 (Zhan lang II)
- 2017: Wheelman
- 2017: Beyond Skyline
- 2018: Reprisal – Nimm dir, was dir gehört! (Reprisal)
- 2018: Donnybrook – Below the Belt (Donnybrook)
- 2019: Black and Blue
- 2019: Avengers: Endgame
- 2019: Point Blank
- 2019: Into the Ashes
- 2019: Hell on the Border
- 2020: Boss Level[2]
- 2020: Jiu Jitsu
- 2020: No Man’s Land
- 2021: Body Brokers
- 2021: Cosmic Sin – Invasion im All (Cosmic Sin)
- 2021: Ida Red
- 2021: Killer’s Bodyguard 2 (The Hitman’s Wife’s Bodyguard)
- 2021, 2023: What If…? (Fernsehserie, 4 Folgen, Stimme)
- 2021: The Gateway
- 2021: Copshop
- 2021: This Is the Night
- 2022: Shattered – Gefährliche Affäre (Shattered)
- 2022: A Day to Die
- 2022: The Yacht (Stowaway)
- 2022: Paradise Highway
- 2022: Lamborghini: The Man Behind the Legend
- 2023: Little Dixie
- 2023: King of Killers
- 2023: One Day as a Lion
- 2024: Lights Out
- 2024: Tulsa King (Fernsehserie)
- 2024: Werewolves
- 2024: Hounds of War
- seit 2024: Creature Commandos (Fernsehserie, Stimme)
- 2025: Superman